# Mesclun
Pour le personnage de bande dessinée, voir Modern Mesclun.
Le mesclun (du niçois mesclum, « mélange ») est un mélange de pousses et de feuilles, d'au moins cinq variétés différentes, de plantes potagères qui se consomment  en salade (laitue, mâche, roquette, chicorée, trévise, scarole, feuille de chêne, etc.).

## Historique
Le mesclun a été inventé par des moines du monastère de Cimiez (les Pères Franciscains) de Nice.
Ils semaient à la volée un mélange de graines, lou mesclun. La coutume était d'offrir aux pauvres les plants qu'ils dédoublaient et qu'ils emportaient dans une espourtoula (panier à anse, en rotin en forme de capeline renversée).

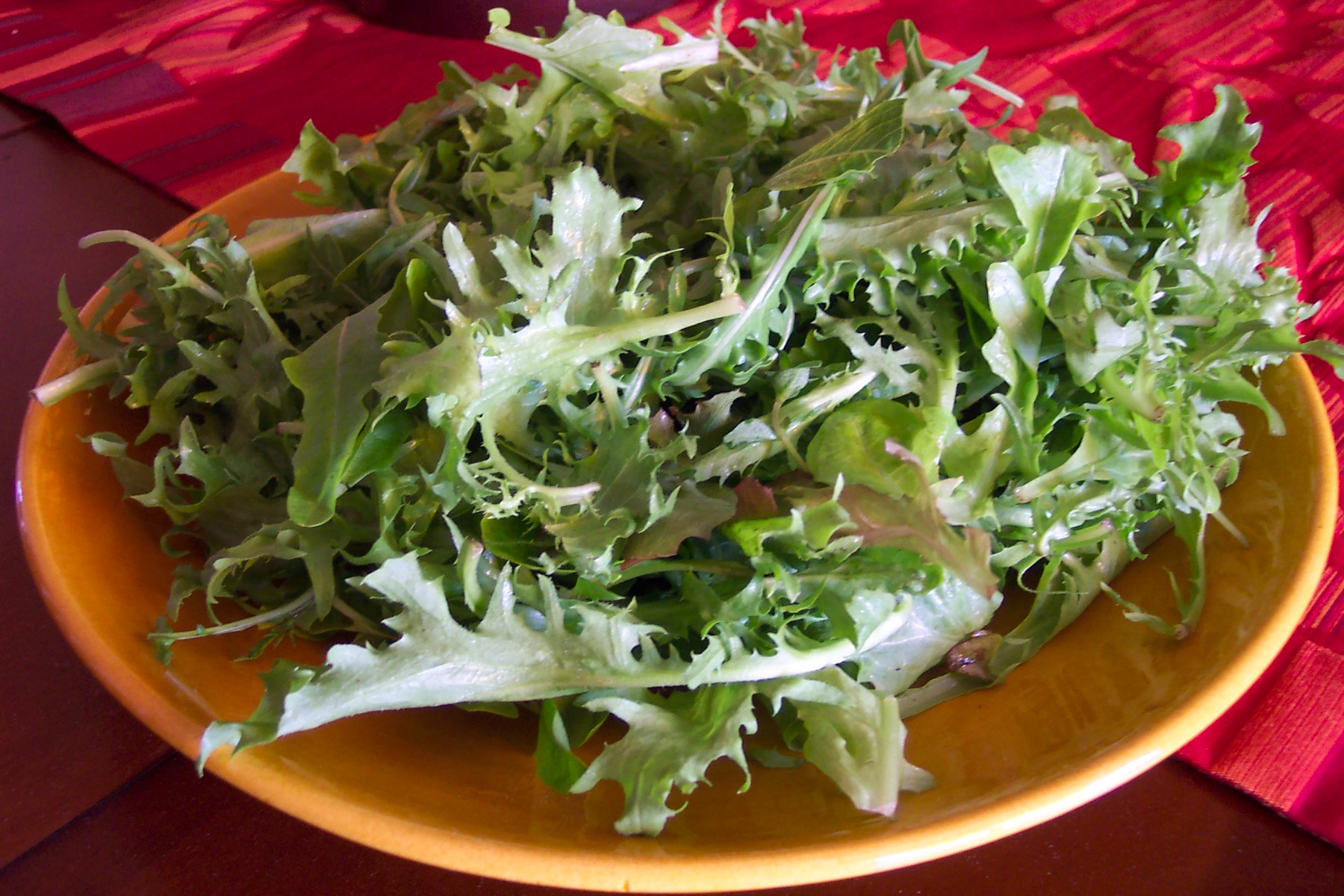
Mesclun nature.

Le 10 juillet 1924, à Paris, Philippe Tiranty et Paul Gordeaux, réunis avec de nombreux amis au Cochon d'Or (un célèbre restaurant de La Villette), décidèrent de créer le foyer des Amitiés niçoises, et de l'appeler Lou Mesclun, comme le rappelle sa stèle reproduite ci-dessous. Pour ces humoristes et humanistes, cette expression signifiait le « vrai vivre ensemble ».
Gordeaux, toujours prêt à rendre service à ses compatriotes (ou étrangers, comme Marcel Pagnol de Marseille), en difficulté dans la capitale, était surnommé le Consul de Nice à Paris (Archives Nice-Matin[réf. nécessaire]).
À cette époque, le mot « mesclun » était inconnu du public. Il fallait être Niçois pour savoir que naguère les moines de Cimiez donnaient ce nom à un mélange (mesclun, en niçois) de salades de senteurs diverses, les unes douces, les autres amères, provenant de leur potager monastique. L'ensemble était d'un goût exquis qui le faisait rechercher par les gourmets. 
Aujourd'hui, la salade de mesclun figure au menu des restaurants gastronomiques.

## Préparation
Il est préparé, au choix, avec notamment des laitues de différents types (feuille de chêne, batavia, romaine, lollo…) de la mâche, de la roquette, différentes chicorées telles que la frisée, la scarole ou la trévise, auxquelles on peut ajouter du pissenlit, des pousses d'épinard, du pourpier et des plantes aromatiques comme le cerfeuil ou la tétragone. 
Le mélange de salades doit comporter un minimum de cinq espèces ou variétés pour avoir droit à l'appellation. L'avantage du mesclun au potager, c'est qu'il est semé dans un carré et les pousses fraîches sont coupées au fur et à mesure de leur repousse, donnant ainsi une récolte renouvelée en permanence.
Ce mélange, légèrement amer, peut être servi juste arrosé d'un filet d'huile d'olive, mais aussi parfumé avec des fines herbes et de l'ail.
Ce plat peut être associé à des toasts de chèvre chaud mais qu'il ne faut pas confondre avec la salade de chèvre chaud, plat où le fromage et le pain sont directement servis sur la salade.

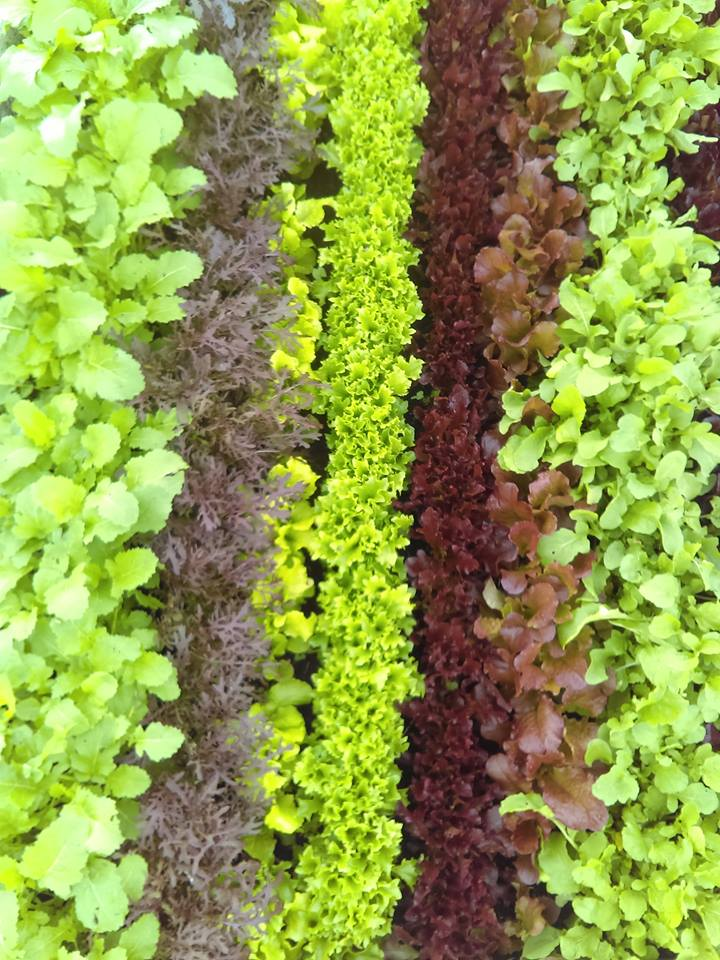
Culture du mesclun.
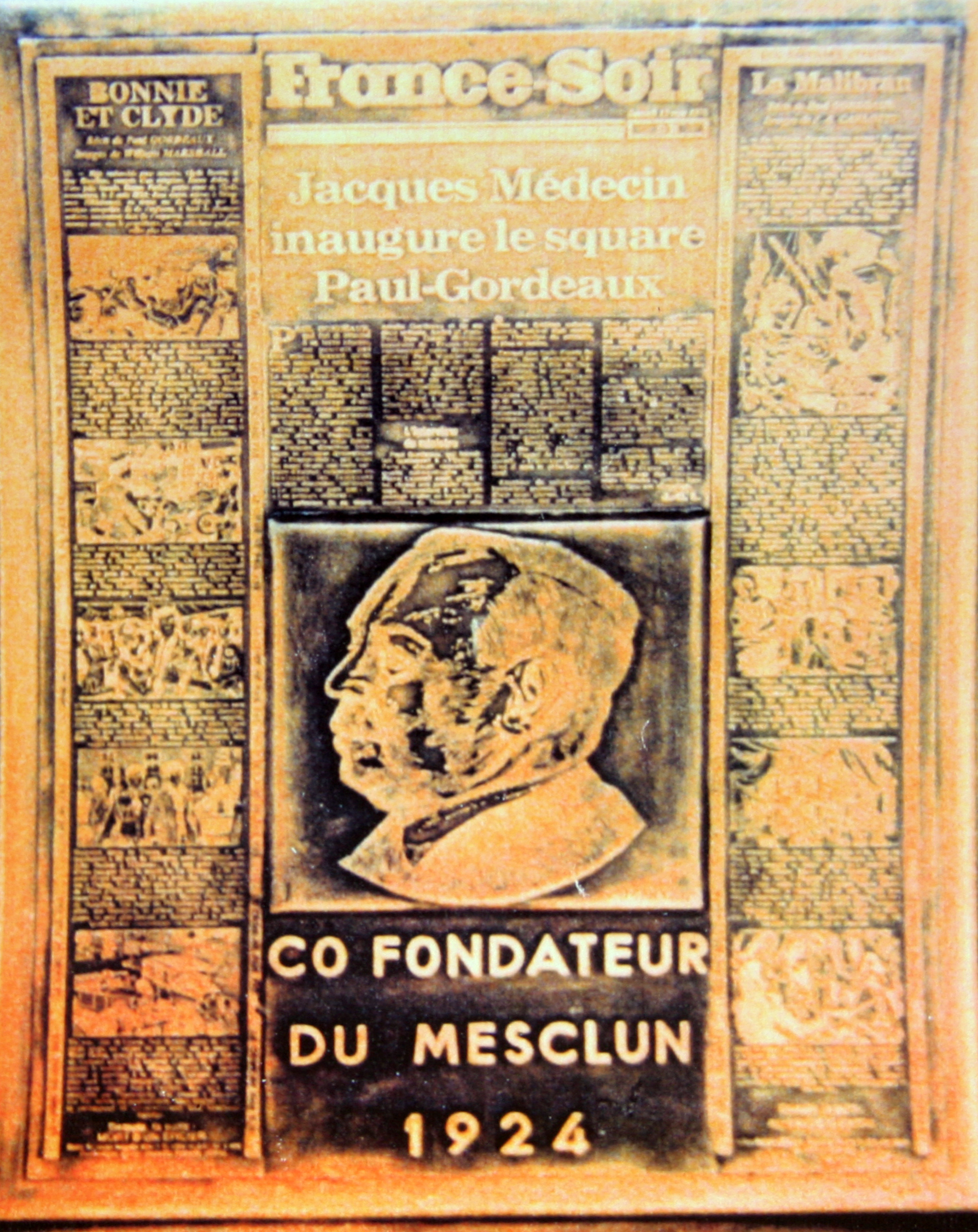
Stèle de Paul Gordeaux, encadré du Crime ne paie pas et des Amours Célèbres, cofondateur de Lou Mesclun, en 1924, œuvre de Michel Jarry, sculpteur niçois.